# Szkrambláz
A szkramblázok membránproteinek, melyek a sejtmembrán foszfolipid-kettősrétegének két oldala közt szállítanak foszfolipideket. A belső oldalon vannak az aminofoszfolipidek és a foszfatidiletanolaminok, a külsőn a foszfatidilkolinok és a szfingomielinek: a szkramblázok a negatív töltésű foszfolipidek két oldal közti cseréjét végzik. Aktivitásuk a Ca2+ ionok mennyiségétől függ.
Az emberben a szkramblázok családja (PLSCR) 5 homológ fehérjéből áll (hPLSCR1–hPLSCR5). Funkciójuk a flippázoktól és a floppázoktól is eltér, melyekkel együtt a foszfolipidtranszportban résztvevő három különböző fehérjecsoportot alkotnak. A hPLSCR1, a hPLSCR3 és a hPLSCR4 számos szövetben expresszálódik, azonban a hPLSCR2 csak a herékben. A hPLSCR nem expresszálódik perifériás limfocitákban (B-, NK-, T-limfociták), és a hPLSCR3-at nem észlelték az agyban. Ennek fontossága még ismeretlen. A hPLSCR5-öt génje és mRNS-e alapján azonosították, de a megfelelő fehérjéről szóló megfigyeléseket még nem közölték.

## Szerkezet, biológiai funkció
A szkramblázok állandósult régióval rendelkeznek, benne 12 β-redőből álló β-hordóval, mely egy központi α-hélixet vesz körül. E szerkezet a tubby fehérjére hasonlít. Minden szkrambláz tartalmaz kalciumkötő fő EF típusú fehérjedomént, mely feltehetően az enzim kalcium általi aktivációjában játszik szerepet. Így a szkramblázaktivitás nem igényel energiát, ami azt jelenti, hogy nem történik adenozin-trifoszfát-hidrolízis, és a szkramblázaktivitás a sejten belüli  kalciumkoncentrációtól függ. Normál esetben ez nagyon csekély, így a szkramblázaktivitás is csekély. A citoszol kalciumkoncentrációjának emelkedése a foszfolipid-újraelosztás oka, és a szkramblázaktivitástól függ a membrán két oldalán a negatívan töltött foszfolipidek szimmetrikus eloszlása.
A szkramblázok prolinban gazdag fehérjék számtalan ciszteinből származó szulfhidrilcsoporttal (–SH), amelyek hajlamosak átalakulásra. Oxidációjuk, nitrozilációjuk és akadályozásuk erősíti enzimatikus aktivitásukat. A drepanocitózisos betegek eritrocitái egy részének felszínén túl sok a foszfatidilszerin. Az eritrociták oxidatív stresszének alapján a szkramblázaktivitás mértéke szerepet játszhat az etiológiában, legalábbis állatmodellben.
Ezenkívül ismert, hogy a reaktív oxigénszármazékok és a sejten belüli Ca2+-áram megváltoztatják a mitokondriumokat az apoptózis kezdetén. A mitokondriumok hPLSCR3 szkramblázainak szulfhidrilcsoportjainak változása az apoptózis kezdetén a belső apoptózis szabályzását meghatározó módja lehet.
Szerepük lehet a fibrinvérrög-képződésben, a masztocitaaktivációban, az apoptotikus és sérült sejtek felismerésében, valamint az interferonválasz erősítésében.

### Mitokondriummembrán-fenntartás
A PLSCR3 segíti a kardiolipin-bioszintézist a mitokondriumokban, expressziójának növekedése megnövekedett kardiolipin-szintáz-aktivitást okoz.

## Fordítás
- Ez a szócikk részben vagy egészben  a   Scramblase című francia Wikipédia-szócikk ezen változatának fordításán alapul.  Az eredeti cikk szerkesztőit annak laptörténete sorolja fel. Ez a jelzés csupán a megfogalmazás eredetét és a szerzői jogokat jelzi, nem szolgál a cikkben szereplő információk forrásmegjelöléseként.
- Ez a szócikk részben vagy egészben  a   Phospholipid scramblase című angol Wikipédia-szócikk ezen változatának fordításán alapul.  Az eredeti cikk szerkesztőit annak laptörténete sorolja fel. Ez a jelzés csupán a megfogalmazás eredetét és a szerzői jogokat jelzi, nem szolgál a cikkben szereplő információk forrásmegjelöléseként.